# Данбар, Бонни Джинн
Бо́нни Джинн Да́нбар (англ. Bonnie Jeanne Dunbar; род. 3 марта 1949, Саннисайд, Вашингтон) — американская женщина-астронавт. Совершила 5 космических полётов (1985, 1990, 1992, 1995, 1998).
Член Национальной инженерной академии США (2002).

## Образование и организации
- Вашингтонский университет (бакалавр наук по производству керамики, 1971)
- Boeing Computer Services
- Стажировка в Лаборатории Харуэлла в Оксфорде
- Rockwell International Space Division в Дауни (Калифорния)
- Университет Хьюстона (адъюнкт-доцент кафедры механики)
- Президент и председатель правления Аэрокосмического музея (Сиэтл, штат Вашингтон)

## Карьера в НАСА
В НАСА с 1978 года, кандидат в астронавты с 1981 года.

## Космические полёты
- 30 октября 1985 : Челленджер STS-61-A
- 9 января 1990 : Колумбия STS-32
- 25 июня 1992 : Колумбия STS-50
- 27 июня 1995 : Атлантис STS-71
- 23 января 1998 : Индевор STS-89

Данбар стала 187-м человеком в космосе, 112-м астронавтом США и 9-й женщиной, совершившей орбитальный космический полёт. Суммарная продолжительность пребывания в космосе: 50 суток, 8 часов 23 минуты. В ходе последнего полёта после состыковки со станцией "Мир" работа проводилась под Знаменем Мира в рамках Международного общественно-культурного космического проекта «Знамя Мира».

## Награды
- John P. McGovern Award (2020)[3]
- Медали «За космический полёт» (1985, 1990, 1992, 1995 и 1998)
- NASA Superior Accomplishment Award (1997)
- Медаль «За исключительные достижения» (1996)
- NASA Outstanding Leadership Award (1993)
- Fellow of American Ceramic Society (1993)
- Design News Engineering Achievement Award (1993)
- IEEE Judith Resnik Award (1993)
- Society of Women Engineers Resnik Challenger Medal (1993)
- Museum of Flight Pathfinder Award (1992)
- AAES National Engineering Award (1992)
- NASA Exceptional Service Award (1991)
- University of Houston Distinguished Engineering Alumna (1991)
- M.R.S. President’s Award (1990)
- The American Ceramic Society (ACerS) Schwaltzwalder P.A.C.E. Award (1990)
- University of Washington Engineering Alumni Achievement (1989)
- Медаль «За исключительную службу» (1988)

## Личные данные
Увлечения: полёты, бег, парусный спорт, софтбол, сквош. Радиолюбитель с позывным KD5DCB.